# チャンネル4

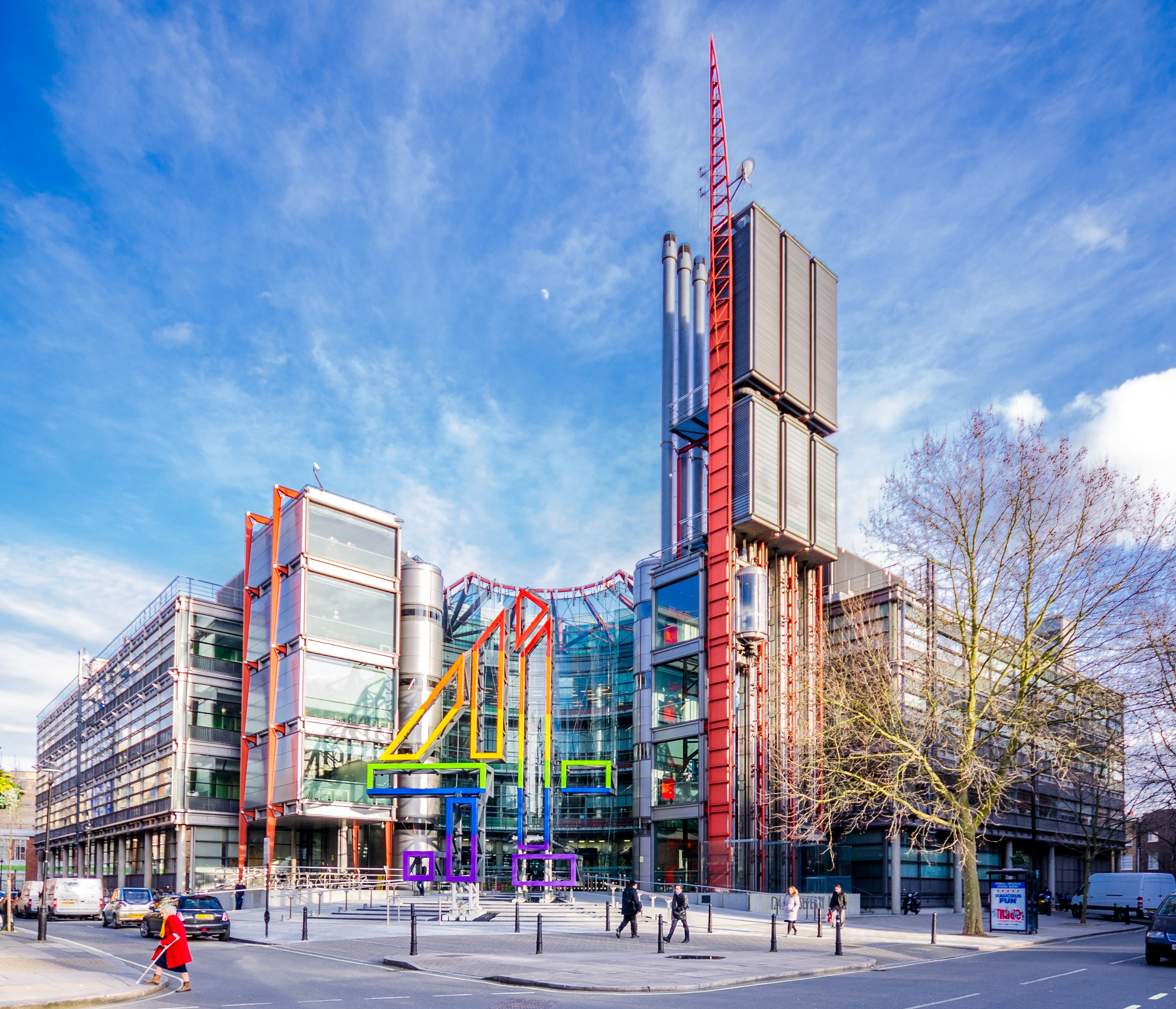
ロンドンにある本部

チャンネル4（英: Channel 4）は、イギリスの地上波公共テレビチャンネル。国有企業のChannel Four Television Corporation（チャンネル4テレビジョン・コーポレーション）。チャンネル4は国有だが、公的資金を一切受けず、商業活動で運営資金を賄う。チャンネル4は1982年から放送を開始し、イギリス4番目のテレビ放送サービスである。若者やマイノリティ、知識層などを視聴対象とする番組編成で知られる。
発足当初、チャンネル4は独立放送庁（Independent Broadcasting Authority、IBA）の傘下にあった。しかし、現在のChannel Four Television Corporationはデジタル・文化・メディア・スポーツ省所有の国有企業である。2010年まで、チャンネル4はウェールズでは放送されなかったが、多くの番組はS4Cを通してウェールズでも放送していた。2010年、チャンネル4の放送エリアはウェールズに拡大、イギリス全国放送を実現した。チャンネル4の本社はロンドンとリーズにあり、グラスゴーとブリストルにクリエイティブハブを設置している。

## 歴史
1982年11月2日、BBCのBBC1・BBC2・ITVに次ぐ第4のチャンネルとして開局。コマーシャルの広告収入で成り立つため、商業放送と誤解されることがある。一方、民営化の議論もしばしば浮上する。
開局にあたり、イギリス政府側は新規の公共放送を目指し、ITVやその関係者は「BBCに2チャンネルあるのだから」と「ITV2」のようなITVと互換性のあるチャンネルを希望した。最終的に、公共放送の性格はそのままに、チャンネル4をITVを管理するIndependent Broadcasting Authority(IBA)の下に置き、広告などの営業はITVが一括して行い分配する形態となった。
1990年になると放送法が改正され、1993年から、チャンネル4を新たに設けた非営利法人（Channel Four Television Corporation）の管轄下とし、広告収入はテレビ全体の14%を取り分とするという条件付きで営業活動を行う事が認められた。14%のルールはチャンネル4の広告収入が伸び悩むことを予想しての措置だったが、初年から14%を超えて、超過分はITVに支払うルールであったため、14%ルールは間もなく廃止となった。
2012年、ロンドンパラリンピックのイギリス国内での放送を引き受けるホスト放送局になり、以後パラリンピック大会のイギリス国内に於ける放送権を保持している。

## 主な番組
基本としてチャンネル4は番組制作を行わない。放送法では実験的な番組作りをするように求められている。例えば『チャンネル4ニュース』はITNが制作し、ニュース分析を主としている。他にITVから移った学校放送や、アメリカからの番組購入などを放送している。
Ofcom（英国情報通信庁）が定めている放送規約により、21時以前に放送する番組について、子供に不適切な表現が含まれている番組を放送することが制限されているが、21時以後はその制限が無くなるため、成人向けの裸や性的な表現が含まれている番組についても放送することが可能となる。
- カウントダウン
- スーパーナニー
- The Bank Job
- The Million Pound Drop Live
- アンダーカバー・ボス
- ブリティッシュ ベイクオフ（シーズン8以降）
- Naked Attraction